# الگوریتم کاراتسوبا

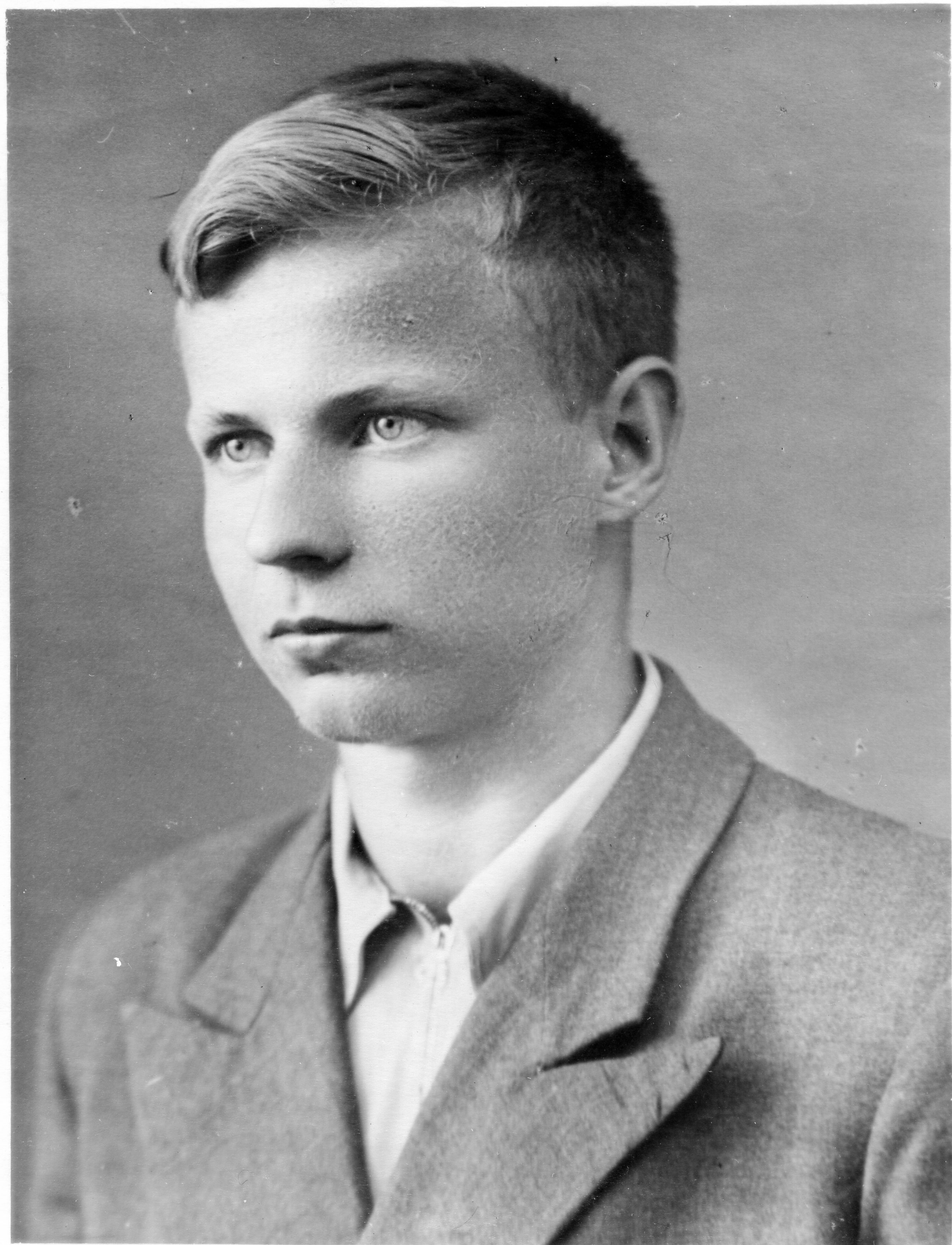
آناتولی کاراتسوبا

الگوریتم کاراتسوبا یک الگوریتم سریع برای ضرب اعداد است. الگوریتم کاراتسوبا اولین الگوریتمی است که به صورت مجانبی سریع است.
این الگوریتم برای اولین‌بار توسط آناتولی کاراتسوبا در سال ۱۹۶۲ ارائه شد.
این الگوریتم با استفاده از روش تقسیم و حل تعداد عملیات ضرب لازم برای ضرب دو عدد n رقمی را کاهش می‌دهد.

در عملیات ضرب معمولی که در دبیرستان آموزش داده می‌شود، به تعداد n۲ عملیات ضرب لازم است. این الگوریتم تعداد عملیات ضرب را به 3nlog3۲ می‌رساند.

۳ سال بعد ارائه این الگوریتم توسط کاراتسوبا، الگوریتم Toom-Cook algorithm ارائه شد که حالت کلی‌تر و سریع‌تر همین الگوریتم است.
علاوه بر این در سال ۱۹۷۱ الگوریتم Schönhage–Strassen algorithm ارائه شد که برای اعداد بزرگ از الگوریتم کاراتسوبا سریع‌تر است و بهتر عمل می‌کند.

## تاریخچه
در سال ۱۹۵۲ آندره کولوموگوروف ادعا کرد که الگوریتم ضرب کلاسیک از نظر پیچیدگی زمانی
بهینه‌است و هر الگوریتم دیگری که برای ضرب دو عدد ارائه شود، حداقل {\displaystyle \Omega (n^{2})} عملیات نیاز دارد. سپس در پاییز ۸ سال بعد یعنی سال ۱۹۶۰، در دانشکده مکانیک و ریاضی داشگاه مسکو، سمیناری برگزار و این ادعا را در زمینه پیچیدگی محاسباتی مطرح کرد.

در کمتر از یک هفته، کاراتسوبا که در آن زمان ۲۳ ساله بود، الگوریتمی ارائه کرد که به {\displaystyle \Theta (n^{\log _{2}3})} عملیات نیاز داشت و به این ترتیب فرضیه کولوموگوروف را رد کرد.
او فرضیه خود را بعد از سمینار بعدی با کولوموگوروف در میان گذاشت. کولوموگوروف از این موضوع بسیار آشفته شد، به این خاطر که این الگوریتم به‌طور کامل نظریهٔ او را رد می‌کرد.

دو سال بعد کولوموگوروف این الگوریتم به صورت مقاله‌ای کوتاه درآورد و نام کاراتسوبا را در آن قرار داد. نکته جالب توجه آن است که کاراتسوبا پس از انتشار مقاله، از آن باخبر شد.

بعد از انتشار این الگوریتم، روشی که کاراتسوبا به کار برد به نام روش تقسیم و حل (divide and conquer)
نامیده شد.

پیدایش روش تقسیم و حل، نقطه شروع نظریه محاسبات سریع بود. پژوهشگرانی مانند توم، کوک و اشتغاسن تلاش‌های زیادی در این زمینه انجام دادند، که الگوریتم اشتغاسن بهترین الگوریتم از منظر زمان اجرا در این
زمینه‌است.

روش تقسیم و حل کاراتسوبا، از پایه‌ای‌ترین روش‌ها در این زمینه‌است. صدها الگوریتم بر پایهٔ این الگوریتم به وجود آمده‌اند که مهمترین و مشهورترین آنها، الگوریتم ضرب بر پایه تبدیل سریع فوریه است.

## الگوریتم

### حالت خاص
الگوریتم به روش تقسیم و حل عمل می‌کند. به این معنا که ابتدا هر کدام از اعداد را به قسمت‌های کوچکتر تقسیم کرده و سپس به صورت بازگشتی، روی آن‌ها ضرب را انجام می‌دهد.

ابتدا حالت ساده‌ای را در نظر می‌گیریم. این حالت به راحتی قابل تعمیم به روش کلی است.

فرض کنید عدد اول X و عدد دوم Y است. هر دو عدد صحیح و در مبنای دو و دارای n رقم که n توانی از ۲ است.
در ابتدا دو عدد مطابق شکل به دو قسمت تقسیم می‌شوند. X۱ قسمت پرارزش و X۰ قسمت کم‌ارزش است. به صورت مشابه، برای Y هم به همین صورت است.
پس داریم:
X = X۱ ۲(n/2) + X۰

Y= Y۱ ۲(n/2) + Y۰

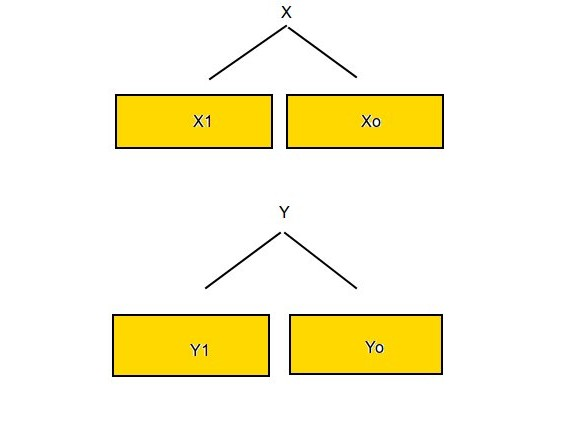
تقسیم عددها به دو قسمت

به این ترتیب ضرب XY به صورت زیر در می‌آید:

XY = (X۱ ۲(n/2) + X۰) (Y۱ ۲(n/2) + Y۰)

XY = x۱y۱۲n + (x۱y۰ + x۰y۱)۲(n/2) + x۰y۰
در مبنای ۲، ضرب یک عدد در توانی از ۲، به صورت عملیات شیفت در کامپیوتر به راحتی انجام می‌شود. عملیات شیفت و جمع، در مقابل عملیات ضرب، زمان اجرای بسیار کمی دارند. به همین
خاطر، زمان اجرای آن را از (1)O در نظر می‌گیرند.
حال مسئله به ۴ زیرمسئله با اندازهٔ نصف مسئله قبلی تبدیل شده‌است؛ بنابراین می‌توان این ۴ مسئله را به روش بازگشتی حل و در زمان خطی، عبارت کلی را محاسبه کرد. پیچیدگی
زمانی رابطه بالا به صورت زیر است:

T(n) = 4T(n/2) + O(n)

که  (T(n  زمان اجرای برای ضرب دو عدد  n بیتی است. زمان اجرای آن از (O(n است.

پس هنوز بهبودی صورت نیافته‌است.

با یک راه حل ساده می‌توان تعداد ضرب‌های انجام شده را از ۴ به ۳ رساند.

فرض کنید:
x۲ = x۱ + x۰

y۲ = y۱ + y۰
با داشتن x۲ و y۲ می‌توان تنها با استفاده از ۳ جمله این ضرب را انجام داد. به این ترتیب که به جای جملهٔ (x۱y۰ + x۰y۱)
از(x۲y۲ – x۰y۰ - x۱y۱) استفاده کنیم.

به این ترتیب برای انجام مرحلهٔ بازگشتی تنها به ۳ جمله نیاز است:
- x۰y۰
- x۱y۱
- x۲y۲

پس زمان اجرا به صورت زیر در می‌آید:
T(n) = 3T(n/2) + O(n)

-->T(n) = O(nlog3۲)
با این ترفند ساده به راحتی زمان اجرا بهبود یافت.

### تحلیل دقیق‌تر زمان اجرا
با رسم درخت بازگشت این الگوریتم، شهود بهتری نسبت به آن در این حالت خاص، بدست می‌آید. درخت بازگشت را در شکل زیر در نظر بگیرید.

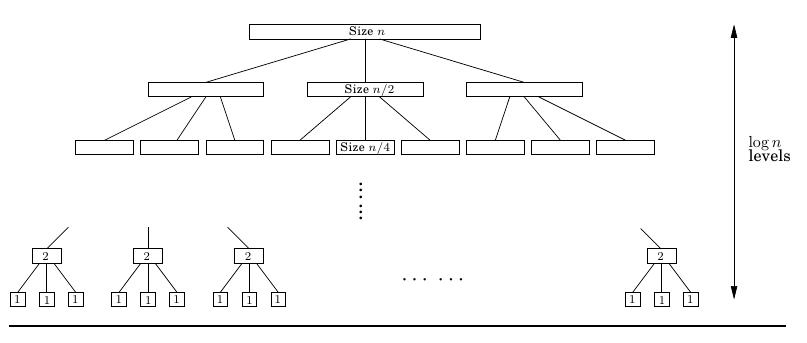
درخت بازگشت در الگوریتم کاراتسوبا

در هر عمق از این درخت مسئله به ۳ مسئله با اندازه نصف تبدیل می‌شود. در عمق (log۲(n به زیر مسئله‌ای با اندازه یک تبدیل می‌شود و روند بازگشتی متوقف می‌شود؛ بنابراین ارتفاع درخت برابر (log۲(n است.

اگر عمقی مانند k را در نظر گرفته شود، ۳k زیر مسئله با اندازه n /2k وجود دارد. برای هر کدام از این زیر مسئله‌ها، کافی است عملیاتی با هزینهٔ خطی بپردازیم. این عملیات شامل جمع کردن زیرمسئله‌ها و تقسیم‌کردن هر کدام به زیرمسئله‌هایی کوچکتر است؛ بنابراین، در عمق kام هزینه‌ای معادل زیر پرداخت می‌کنیم:
۳kO(n/2k) = (۳/۲)k O(n)
حال اگر همهٔ هزینه‌ها را در عمق‌های مختلف جمع کنیم، هزینه کل برابر (O(nlog3۲ خواهد شد. در حالیکه اگر در هر مرحله به ۴ زیرمسئله تقسیم می‌شد و از این نکته استفاده نمی‌شد، زمان اجرا برابر (O(n۲ می‌شود.
به کمک قضیهٔ اصلی نیز می‌توان زمان اجرا را محاسبه کرد که به همین نتیجه ختم خواهد شد.

### حالت کلی
در این قسمت حالت کلی الگوریتم کاراتسوبا توضیح داده می‌شود.

فرض کنید X و Y دو عدد n رقمی در مبنای B هستند. به ازای هر m کوچکتر از n می‌توان این دو عدد را به صورت زیر نوشت:
XY = (x۱Bm + x۰) (y۱Bm + y۰)

XY = x۱y۱B2m + (x۱y۰ + x۰y۱)Bm + x۰y۰

مشابه ایده‌ای که در بالا گفته شد می‌توان این ۴ ضرب را تنها با ۳ ضرب و چند عملیات جمع اضافه انجام داد. کافی است به جای (x۱y۰ + x۰y۱)
از x۱+x۰) (y۱+y۰) - x۰y۰ - x۱y۱) استفاده کنیم؛ بنابراین:
XY = x۱y۱B2m + ((x۱+x۰)(y۱+y۰) - (x۰y۰) - (x۱y۱)Bm + x۰y۰

### مثال
فرض کنید می‌خواهیم حاصل‌ضرب دو عدد ۱۲۳۴ و ۵۶۷۸ را بدست آوریم. دو عدد دهدهی هستند پس B = ۱۰ است. m را نیز ۲ انتخاب می‌کنیم.
۱۲ ۳۴ = ۱۲ × ۱۰۲ + ۳۴
۵۶ ۷۸ = ۵۶ × ۱۰۲ + ۷۸
x۱y۱ = ۱۲ × ۵۶ = ۶۷۲
x۰y۰ = ۳۴ × ۷۸ = ۲۶۵۲
(x۱ + x۰)(y۱ + y۰) = (۱۲ + ۳۴)(۵۶ + ۷۸) = ۲۸۴۰
result = 672 × ۱۰۰۰۰ + ۲۸۴۰ × ۱۰۰ + ۲۶۵۲ = ۷۰۰۶۶۵۲.

### پیاده‌سازی
شبه‌کد الگوریتم به صورت زیر است:
```
 1 
Algorithm
 karatsuba_multiplication(X,Y)
 2 
Input
: X and Y two binary number)
 3 
Output
: product of X and Y
 4 
begin

 5 
if
 n = 1: 
return
 xy
 6 x
۱
 = X>> n/2
 7 x
۰
 = X mod 2 
n/2

 8 y
۱
 = Y>> n/2
 9 y
۰
 = Y mod 2 
n/2

 10 x
۲
 = x
۱
 + x
۰

 11 y
۲
 = y
۱
 + y
۰

 12 R
۱
 = multiply(x
۱
 , y
۱
)
 13 R
۲
 = multiply(x
۰
 , y
۰
)
 14 R
۳
 = multiply(x
۲
 , y
۲
)
 15 
return
 R
۱
 × ۲
n
 + (R
۳
 − R
۱
 − R
۲
) × ۲
n/2
 + R
۲

 16 
end
```

پیاده‌سازی الگوریتم با استفاده از جاوا:
```
import
 
java.math.BigInteger
;

import
 
java.util.Random
;

class
 
Karatsuba
 
{

    
private
 
final
 
static
 
BigInteger
 
ZERO
 
=
 
new
 
BigInteger
(
"0"
);

    
public
 
static
 
BigInteger
 
karatsuba
(
BigInteger
 
x
,
 
BigInteger
 
y
)
 
{

        
// cutoff to brute force

        
int
 
N
 
=
 
Math
.
max
(
x
.
bitLength
(),
 
y
.
bitLength
());

        
if
 
(
N
 
<=
 
2000
)
 
return
 
x
.
multiply
(
y
);
                
// optimize this parameter

        
// number of bits divided by 2, rounded up

        
N
 
=
 
(
N
 
/
 
2
)
 
+
 
(
N
 
%
 
2
);

        
// x = a + 2^N b,   y = c + 2^N d

        
BigInteger
 
b
 
=
 
x
.
shiftRight
(
N
);

        
BigInteger
 
a
 
=
 
x
.
subtract
(
b
.
shiftLeft
(
N
));

        
BigInteger
 
d
 
=
 
y
.
shiftRight
(
N
);

        
BigInteger
 
c
 
=
 
y
.
subtract
(
d
.
shiftLeft
(
N
));

        
// compute sub-expressions

        
BigInteger
 
ac
    
=
 
karatsuba
(
a
,
 
c
);

        
BigInteger
 
bd
    
=
 
karatsuba
(
b
,
 
d
);

        
BigInteger
 
abcd
  
=
 
karatsuba
(
a
.
add
(
b
),
 
c
.
add
(
d
));

        
return
 
ac
.
add
(
abcd
.
subtract
(
ac
).
subtract
(
bd
).
shiftLeft
(
N
)).
add
(
bd
.
shiftLeft
(
2
*
N
));

   
}

    
public
 
static
 
void
 
main
(
String
[]
 
args
)
 
{

        
long
 
start
,
 
stop
,
 
elapsed
;

        
Random
 
random
 
=
 
new
 
Random
();

        
int
 
N
 
=
 
Integer
.
parseInt
(
args
[
0
]
);

        
BigInteger
 
a
 
=
 
new
 
BigInteger
(
N
,
 
random
);

        
BigInteger
 
b
 
=
 
new
 
BigInteger
(
N
,
 
random
);

        
start
 
=
 
System
.
currentTimeMillis
();

        
BigInteger
 
c
 
=
 
karatsuba
(
a
,
 
b
);

        
stop
 
=
 
System
.
currentTimeMillis
();

        
System
.
out
.
println
(
stop
 
-
 
start
);

        
start
 
=
 
System
.
currentTimeMillis
();

        
BigInteger
 
d
 
=
 
a
.
multiply
(
b
);

        
stop
 
=
 
System
.
currentTimeMillis
();

        
System
.
out
.
println
(
stop
 
-
 
start
);

        
System
.
out
.
println
((
c
.
equals
(
d
)));

   
}

}

```

پیاده‌سازی الگوریتم با استفاده از پایتون:
```
_CUTOFF
 
=
 
۱۵۳۶
;

def
 
multiply
(
x
,
 
y
):

    
if
 
x
.
bit_length
()
 
<=
 
_CUTOFF
 
or
 
y
.
bit_length
()
 
<=
 
_CUTOFF
:
  
# Base case

        
return
 
x
 
*
 
y
;

    
else
:

        
n
 
=
 
max
(
x
.
bit_length
(),
 
y
.
bit_length
())

        
half
 
=
 
(
n
 
+
 
32
)
 
/
 
64
 
*
 
32

        
mask
 
=
 
(
۱
 
<<
half
)
 
-
 
1

        
xlow
 
=
 
x
 
&
 
mask

        
ylow
 
=
 
y
 
&
 
mask

        
xhigh
 
=
 
x
>>
 
half

        
yhigh
 
=
 
y
>>
 
half

        
a
 
=
 
multiply
(
xhigh
,
 
yhigh
)

        
b
 
=
 
multiply
(
xlow
 
+
 
xhigh
,
 
ylow
 
+
 
yhigh
)

        
c
 
=
 
multiply
(
xlow
,
 
ylow
)

        
d
 
=
 
b
 
-
 
a
 
-
 
c

        
return
 
(((
a
 
<<
half
)
 
+
 
d
)
 
<<
half
)
 
+
 
c

```

## الگوریتم کاراتسوبا در عمل
همان طور که دیدیم الگوریتم به صورت بازگشتی مسئله را به زیر مسئله‌هایی با اندازه نصف مسئله اولیه تبدیل کرده و این کار را تا
تبدیل آن به زیر مسئله‌ای با اندازه یک ادامه می‌دهد. دلیل این کار این است که فرض شده‌است عمل ضرب دو عدد یک رقمی در(1)O
انجام می‌گیرد.

در حالیکه در پردازنده‌های امروزی این گونه نیست بسیاری از پردازنده‌ها ضرب ۱۶ بیتی یا ۳۲ بیتی را در یک عملیات انجام می‌دهند.
یعنی در معماری این پردازنده‌ها واحد ضرب‌کننده ۳۲ بیتی یا ۱۶ بیتی وجود دارد.
به همین خاطر در عمل لازم نیست که به صورت بازگشتی با زیر مسئله‌ای با اندازه ۱ پایین برویم. با داشتن آگاهی نسبت به معماری پردازنده، می‌توان B و m را به گونه‌ای انتخاب کرد که کارایی و زمان اجرای بهتری از الگوریتم بدست آید.